# Kerfalla Yansané
Pour les articles homonymes, voir Yansané.
Kerfalla Yansané né en 1942 à Conakry, est un juriste et un homme politique guinéen,.

## Biographie et études
Il est juriste de formation, il fait ses études à la faculté de droit de Dakar, doctorant d'État à la faculté d'économie et de droit de l'université de Paris-Sorbonne et un diplôme de finance de l'Institut des sciences politiques de Paris.

## Carrière professionnelle

### Organisations régionales et internationale
Vice-président du Consortium pour la recherche économique en Afrique de 1992 en 2007 ; membre du groupe consultatif sur les politiques du groupe consultatif pour aider les pauvres à travers l'extension des services de microfinance de la Banque mondiale entre 1998 et 2001 ; membre du conseil d'administration de la fondation pour le renforcement des capacités en Afrique de 2002 à 2009 et membre du Comité des Nations unies pour la politique de développement de 2004 à 2006.

### Secteur privée
Entre 1990 et 2000, il est consultant en développement auprès d'institutions comme la Banque mondiale, le Fonds monétaire international, le Bureau régional du PNUD pour l'Afrique, le Secrétariat du NEPAD, la Banque africaine de développement et la Commission économique des Nations unies commission pour l'Afrique.

### Secteur public
En 1985, il fut nommé gouverneur de la Banque centrale de la république de Guinée. Il apporta diverses réformes au sein de cette institution avant d’être remercié en 1996 à la suite du soulèvement des militaires.
En 2010, il intègre le gouvernement de transition dirigé par le premier ministre Jean-Marie Doré et à l'arrivée du président Alpha Condé la même année, il est reconduit au même poste dans le gouvernement Saïd Fofana I.
En janvier 2014, il change de poste pour devenir Ministre d’État, ministre des Mines et de la Géologie dans le Gouvernement Saïd Fofana II.
En janvier 2016, Yansané a été nommé ministre d'État à la présidence de la République, avant de devenir en 2018 le vingt-et-un ambassadeur de Guinée aux États-Unis,.
Le 27 octobre 2022, il est remplacé par Fatoumata Kaba.

## Polémique
En 2012, Yansane a été accusé d'avoir signé un accord de prêt secret de 25 millions de dollars avec Palladino Capital, propriété de Walter Hennig, d'Afrique du Sud, permettant à Palladino de prendre possession de 30% des avoirs officiels du pays en cas de défaut. Il a contesté les faits, mais a annoncé le 21 juin 2012 le remboursement intégral du prêt,,.

## Vie privée
Kerfalla Yansané est marié et a deux enfants.

## Prix et reconnaissances
- En mai 2012: le magazine African Banker le nommer ministre des finances africain de l'année ;